# لازاروس (ترانه)
«لازاروس» (به انگلیسی: Lazarus) ترانه‌ای از دیوید بویی نوازنده راک انگلیسی است. این ترانه که در ۱۷ دسامبر ۲۰۱۵ در قالب دانلود دیجیتال منتشر شد، دومین تک‌آهنگ از بیست و ششمین و آخرین آلبوم استودیویی او، ستاره سیاه (۲۰۱۶) می‌باشد. این آخرین تک‌آهنگ بویی است که در زمان حیاتش منتشر شد. این تک‌آهنگ اولین بار در روز انتشار در بی‌بی‌سی رادیو ۶ میوزیک از استیو لاماک پخش شد. این قطعه علاوه بر انتشار آن در ستاره سیاه، در موزیکال بویی با همین نام در آف برادوی نیز استفاده شده‌است. موزیک ویدیو رسمی به کارگردانی یوهان رنک در ۷ ژانویه ۲۰۱۶، سه روز پیش از مرگ بویی منتشر شد.
بویی هرگز این آهنگ را به صورت زنده اجرا نکرد، اما در ۱۷ دسامبر ۲۰۱۵، مایکل سی هال در د لیت شو ویت استیون کلبر ظاهر شد و «لازاروس» را خواند تا هم انتشار تک‌آهنگ و هم اجرای موسیقی در کارگاه تئاتر نیویورک با بازی هال را تبلیغ کند.
«لازاروس» اولین تک‌آهنگ برتر ۴۰ آهنگ برتر بویی در بیلبورد هات ۱۰۰ در بیش از ۲۸ سال بود که در هفته پس از مرگش در رتبه ۴۰ قرار گرفت.
بیلبورد «لازاروس» را در رتبه ۴۰ در فهرست «۱۰۰ بهترین آهنگ پاپ سال ۲۰۱۶» خود قرار داد. پیچفورک این ترانه را در رتبه‌بندی خود از ۱۰۰ بهترین آهنگ سال ۲۰۱۶ در رتبه پنجم قرار داد. «لازاروس» در نظرسنجی سالانه ویلج ویس دربارهٔ بهترین‌های موسیقی سال ۲۰۱۶، در رتبه هشتم قرار گرفت.

## اشعار و معنی
«لازاروس» آواز قو است. به گفته تونی ویسکانتی، تهیه‌کننده بووی، اشعار و ویدیوی «لازاروس» و دیگر آهنگ‌های آلبوم به عنوان یک گورنوشته از خود، تفسیری بر مرگ قریب‌الوقوع بویی بود. اشاره این آهنگ به لازاروس به عنوان پیش‌بینی افزایش شهرت بویی پس از مرگش تعبیر شده‌است.

## موزیک ویدیو

بویی در بستر مرگ، همان‌طور که در موزیک ویدیو به تصویر کشیده شده‌است

موزیک ویدیوی رسمی «لازاروس» که شامل ویرایش کوتاه‌تری از آهنگ است که کمی بیش از چهار دقیقه طول می‌کشد، در ۷ ژانویه ۲۰۱۶ در کانال ویوو بویی در یوتیوب آپلود شد. این ویدئو توسط یوهان رنک (که موزیک ویدیوی تک‌آهنگ قبلی بووی، «ستاره سیاه» را نیز کارگردانی کرد) در نوامبر ۲۰۱۵ کارگردانی شد. در طول هفته فیلمبرداری، پزشکان به بویی اطلاع دادند که سرطانش در سطح نهایی است و آنها در حال پایان دادن به درمان هستند. مکان فیلمبرداری یک استودیو در شهر نیویورک بروکلین بود. این ویدئو با نسبت تصویر ۱:۱ نشان داده می‌شود و بویی به‌طور برجسته نشان داده می‌شود که با بانداژ و دکمه‌های دوخته شده روی چشم‌هایش ظاهر می‌شود و روی تخت مرگ دراز کشیده‌است. برش کارگردانی وجود دارد که جنبه اصلی صفحه عریض را بازیابی می‌کند.
ویدئو با عقب‌نشینی بویی در کمد لباسی تاریک به پایان می‌رسد. در صحنه‌های مربوط به کمد لباس، بویی کت و شلوار راه راه مورب به تن دارد، همان‌طور که در جلد پشت سی‌دی انتشار مجدد آلبوم ایستگاه به ایستگاه در سال ۱۹۹۱ دیده می‌شود، جایی که او روی زمین نشسته و در حال کشیدن کابالیستی از درخت زندگی است. درخت زندگی همچنین در اشعار ایستگاه به ایستگاه، «حرکتی جادویی از کتر به مالکوت» اشاره شده‌است.
این ویدئو در در جوایز ویدئو موسیقی ام‌تی‌وی ۲۰۱۶ نامزد سه جایزه شد: بهترین کارگردانی، بهترین فیلمبرداری و بهترین تدوین.

## فهرست آهنگ
| دانلود دیجیتال | دانلود دیجیتال | دانلود دیجیتال |
| شماره          | نام            | مدت            |
| -------------- | -------------- | -------------- |
| ۱.             | ««لازاروس»»    | ۶:۲۲           |

## پرسنل
پرسنل اقتباس شده از یادداشت‌های لاینر ستاره سیاه.
نوازندگان
- دیوید بویی – آواز، گیتار، میکس، تولید
- تیم لفور – باس
- مارک گویلیانا – درامز
- دانی مک کاسلین – ساکسیفون
- بن موندر – گیتار
- جیسون لیندنر – ارگ، کیبورد

پرسنل فنی
- تونی ویسکانتی – مهندس تولید، مهندسی صدا، اختلاط
- جو لاپورتا - مهندس ارشد
- کوین کیلن - مهندسی
- ارین تونکن - دستیار مهندس
- جو ویسیانو - دستیار مهندس
- کبیر هرمون – دستیار مهندس
- تام المهیرست – مهندس اختلاط

## در جدول

### پایان سال
| نمودار (۲۰۱۶)                          | رتبه |
| -------------------------------------- | ---- |
| آهنگ‌های راک داغ ایالات متحده (بیلبورد) | ۶۸   |

## تاریخچه انتشار
| منطقه         | تاریخ          | قالب                 | برچسب              |
| ------------- | -------------- | -------------------- | ------------------ |
| در سراسر جهان | ۱۷ دسامبر ۲۰۱۵ | دانلود دیجیتال       | ایزو کلمبیا رکوردز |
| ایتالیا       | ۱۸ دسامبر ۲۰۱۵ | رادیو پرطرفدار معاصر | کلمبیا             |